# Década de 1560
Séculos: Século XV - Século XVI - Século XVII
Décadas: 1530 1540 1550 - 1560 - 1570 1580 1590
Anos: 1560 - 1561 - 1562 - 1563 - 1564 - 1565 - 1566 - 1567 - 1568 - 1569